# BBC 아랍 텔레비전

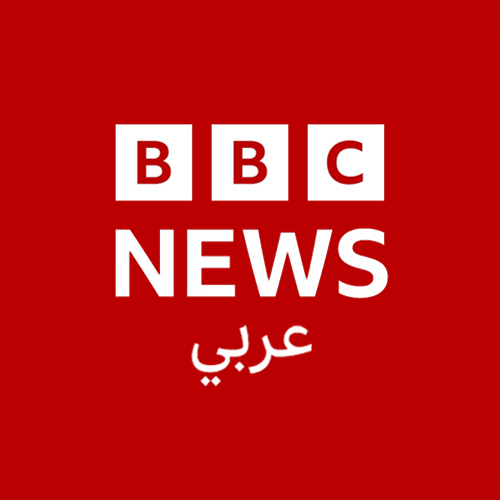
BBC 아랍 텔레비전

BBC 아랍 텔레비전 (BBC Arabic Television)은 BBC가 아랍권 시청자를 대상으로 송출하는 텔레비전 뉴스 채널이다. 2008년 3월 11일에 방송을 개시하였다. BBC 월드 서비스에서 운영하며, 영국 텔레비전 수신제에 따라 자금을 조달받는다.
BBC 아랍 텔레비전은 공식 홈페이지의 라이브 스트리밍을 통해서도 시청할 수 있다. 하루에 두 번 <뉴스아워> (Newshour)라는 한시간짜리 뉴스프로그램을 편성하며, 그날의 주요뉴스와 전세계 BBC 특파원의 보도를 전한다. 이밖에도 30분짜리 단신 뉴스가 편성되며, 매 15분마다 주요뉴스를 전한다.

## 역사
1994년 BBC 아랍 텔레비전이 처음으로 출범하였다. 당시 운영사는 파흐드 국왕의 사촌인 칼리드 이븐 압둘라가 운영하던 로마의 기업 '오빗 커뮤니케이션' 사와 사우디아라비아의 마와리드 홀딩스의 자회사가 맡았다. 그러나 1996년 4월 21일 시사보도 프로그램 <파노라마>에서 사우디아라비아 정부를 비판하는 방송을 내보냈다가, 아랍 텔레비전 자체의 "방송을 빼는" 사건이 벌어지게 되었다. 당시 보도부를 꾸렸던 이언 리처드슨은 아랍어 채널이 단명한 이유를 소유주와의 콘텐츠 분쟁 탓으로 돌렸다.
BBC 아랍 텔레비전의 단명에는 오빗 사와의 짜증나는 '연결 회의'가 수차례 있었고, 보도 독립성의 보장은 갖잖은 농담이 되고 말았지요. BBC는 '문화적 민감성', 즉 왕가의 심기를 거스르면 안 된다는 사우디의 법, 그걸 지키지 못했다는 고작 그 얄팍한 연막만으로 흐트러진 겁니다. 그 당시 오빗 사와 마와리드 사가 사우디 입맛에 발끝까지 맞추지 않은 별 괴상한 것 (monster)을 만들었다는 것이 확실해지자, 마지막 작별인사가 다가오는 건 시간문제였죠.
BBC 아랍 텔레비전 폐쇄 후 그곳에서 일하던 스태프들은 대부분 알자지라 방송으로 입사하였다. 오늘날 알자지라 방송은 BBC 아랍 텔레비전의 주요 경쟁국이기도 하다.
이후 2005년 10월 BBC 아랍어 방송의 재출범 계획이 발표되었고, 2007년 가을 경부터 개시할 예정이었으나 연기되어, 2008년 3월 11일 오전 9시 56분 (GMT)부터 방송을 개시해 지금에 이르게 되었다.

## 예산
BBC 아랍 텔레비전은 BBC 월드 서비스에서 운영한다. 처음에는 영국 외무부에서 무상자금협력 방식으로 예산을 조달받았으나, 2014년부터 수신료 징수를 통해 조달하는 것으로 바뀌었다. 수신료 징수제는 BBC의 영국 국내방송 시에 사용되는 방식이기도 하다. 아랍 텔레비전 본부는 영국 런던의 브로드캐스팅 하우스 필 동에 자리해 있으며, 2009년 1월 19일부터는 24시간 연속방송을 개시하였다.
2011년 영국 정부가 BBC에 지급되는 예산을 삭감하면서 BBC 월드 서비스는 다섯 가지 언어판의 서비스를 종료해야 했으나, 아랍어판 방송에는 예산을 오히려 더 지원받게 되었다. 이에 대해 윌리엄 헤이그 외무장관은 "BBC 아랍어 방송이 해당 지역에 소중한 일을 계속하도록 도울 것"이라고 밝혔다.